# Kärlväxter
Kärlväxter (Tracheobionta eller Tracheophyta) är en stor monofyletisk grupp av växter, som är anpassade till landliv genom välutvecklade transportsystem med xylem och floem. Kärlväxterna omfattar örter, buskar och träd, som därmed i regel utgör den dominerande delen av vegetationen på land och i sötvatten. Till skillnad från mossorna kan kärlväxterna syntetisera lignin. Gruppen kärlväxter omfattar cirka 300 000 arter och fördelas på tre divisioner: lummerväxter, ormbunksväxter och fröväxter.
Xylemet transporterar vatten och näringsämnen från rötterna, via stammen (stjälken) till framför allt bladen. Floemet transporterar produkterna från fotosyntesen, framförallt sackaros, från källor (bladen) till sänkor (rötter, stamknölar, blommor, frukter, mycket unga blad). 
Kärlväxternas utvecklingslinje delade sig tidigt i två: Lykofyter och Eufyllofyter. Lykofyterna, som representeras av dagens lummerväxter, har en enkel typ av blad, ursprungligen antagligen formade från enkla utskott från huvudstjälken. Eufyllofyterna, som representeras av dagens ormbunksväxter och fröväxter, har en mer avancerad typ av blad, antagligen skapade av flera grensystem som smält samman.
Till skillnad från mossor och grönalger dominerar sporofytgenerationen. Gametofytgenerationen är avsevärt mindre än till exempel mossornas. Hos ormbunksväxter och lummerväxter utgörs gametofytgenerationen enbart av det lilla protalliet. Hos fröväxterna utgörs hangametofyten av det ännu mindre pollenkornet medan hongametofyten återfinns inuti honkotten/honblomman.

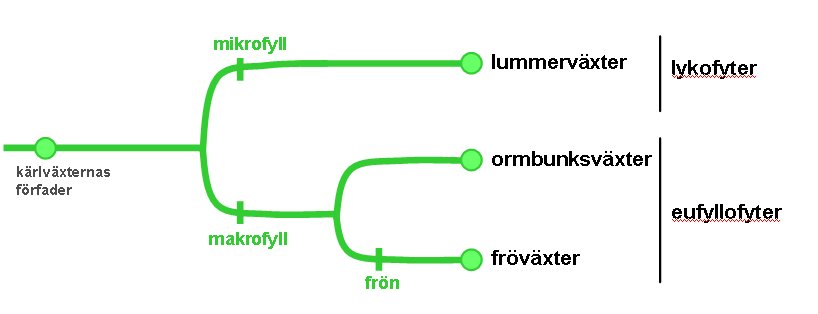
Fylogenetiskt träd över kärlväxterna.

I en vanlig flora återfinns vanligen kärlväxter.